# 牛岩站
牛岩站（：／ Uam yeok */?）是位于韓國釜山南区牛岩洞的一个鐵道車站，属于牛岩線。

## 历史
- 1951年8月10日，落成使用。

## 车站周边
- 第7码头
- 陸軍科學化戰鬪訓鍊團

## 相鄰車站
韓國鐵道公社
牛岩線
釜山鎮－牛岩－神仙臺